# جائزة غسان كنفاني للرواية العربية

## جائزة غسان كنفاتي للرواية العربية[1]
```
   جائزة غسان كنفاني للرواية العربية هي جائزة أدبية أطلقتها وزارة الثقافة الفلسطينية عام 2022 بمناسبة الذكرى الـ50 لاستشهاد الأديب غسان كنفاني. 
```

تُعد جائزة غسان كنفاني للرواية العربية واحدة من أبرز الجوائز الأدبية في العالم العربي، حيث تهدف إلى الاحتفاء بالإبداع الروائي الذي يُعبر عن القضايا العربية والهوية الفلسطينية.
أُطلقت الجائزة عام 2022 تخليدًا لذكرى الأديب الراحل غسان كنفاني، الذي أثرى الأدب العربي بأعماله التي تجسد معاناة الفلسطينيين وتعكس روح المقاومة.

## أهداف الجائزة
تهدف الجائزة إلى تشجيع الكتابة الروائية وتقدير الأعمال التي تعزز الهوية العربية والفلسطينية، وتعكس القيم التي دافع عنها كنفاني في حياته وكتاباته.
```
    تركّز الجائزة على دعم الأدباء العرب الذين يكتبون عن القضية الفلسطينية، الهوية العربية، والنضال الإنساني، وتُسهم في تشجيع الكتابة الروائية الهادفة التي تسلط الضوء على واقع المجتمعات العربية. كما تهدف إلى:
```

تحفيز الروائيين الجدد على الإبداع والابتكار.
نشر الأعمال الفائزة لتعزيز الثقافة الأدبية.
إبراز الروايات التي تعكس القيم التي دافع عنها كنفاني.

## معايير وشروط الجائزة
```
    تُمنح الجائزة للروايات التي تحقق معايير فنية وأدبية عالية
```

، حيث يجب أن:
- تكون الرواية مكتوبة باللغة العربية.

- تتناول موضوعًا يعكس قضايا إنسانية أو وطنية.

- تتميز بأسلوب سردي متماسك وفكرة أصيلة.

- لم يسبق لها الفوز بجوائز أخرى.

## الفائزون السابقون وتأثير الجائزة
```
   في عام 2024، أعلنت وزارة الثقافة الفلسطينية عن القائمة الطويلة للجائزة، والتي ضمت 14 رواية من دول عربية مختلفة، مثل فلسطين، مصر، السودان، المغرب، تونس، اليمن، العراق، السعودية، الكويت، وسلطنة عمان. يتم الإعلان عن الفائز بالجائزة بعد تصفية القائمة إلى القائمة القصيرة، ثم اختيار الرواية الفائزة من قبل لجنة التحكيم, الفائز بالجائزة يحصل على دعم كبير لنشر روايته، مما يساهم في وصولها إلى جمهور أوسع،
و من بين الروايات التي وصلت إلى القائمة الطويلة:  
```

- لعبة البيت – إيمان جبل (مصر)  
- بورتريه قديم – بسام عبد ربه أبو شاويش (فلسطين)  
- أعوام الضباب – خالد فهمي (مصر)  
- الديناصور – عمرو حسين (مصر)  
- فاصلة بين نهرين – غفران طحّان (سوريا)  
- نيلة زرقاء – فجر يعقوب (فلسطين)  
- بَلاص ديسكا – محمد عيسى المؤدب (تونس)  
- طرقات بمزاج سيّئ – مصطفى النفيسي (المغرب)  
- سلالة منقرضة – ملاك رزق (مصر)  
- جامع أعقاب السجائر – منير الحايك (لبنان)  
- الوقوف على قدم واحدة – مونيكا نبيل عزيز (مصر)  
- عائدون من الغرق – موسى الثنيان (السعودية)  
- زهرة الملكة أنديز – ميساء بن عبد الواحد (الجزائر)  
- دار المسدة – هشام علي (ليبيا)  
في الدورة الأولى من الجائزة عام 2023، فاز الكاتب السوري المغيرة الهويدي عن روايته قماش أسود، والتي تناولت قضايا اجتماعية وسياسية وإنسانية متنوعة.  

## مواعيد الجائزة
جائزة غسان كنفاني للرواية العربية تُقام سنوياً، حيث يتم الإعلان عن الفائز بها في 8 يوليو من كل عام، بالتزامن مع ذكرى استشهاد الأديب غسان كنفاني
- آخر موعد للتقديم: 1 مايو
- إعلان القائمة القصيرة: 26 يونيو
- إعلان الفائز بالجائزة: 8 يوليو

## ختاماً
```
تمثل جائزة غسان كنفاني للرواية العربية خطوة مهمة في تعزيز الأدب العربي وإبراز الروايات التي تحمل قضايا إنسانية ووطنية. إنها ليست مجرد تكريم للأدباء، بل هي تأكيد على دور الأدب في تشكيل الوعي الجماعي وتخليد القضايا الكبرى.  
```

### المصدر
```
وزارة الثقافة الفلسطينية
،
منصة قنّاص الثقافية
،
إرم نيوز
```